# Aconitum japonicum
Aconitum japonicum är en ranunkelväxtart. Aconitum japonicum ingår i släktet stormhattar, och familjen ranunkelväxter.

## Underarter
Arten delas in i följande underarter:
- A. j. ibukiense
- A. j. japonicum
- A. j. maritimum
- A. j. napiforme
- A. j. subcuneatum
- A. j. incisum
- A. j. iyariense

## Bildgalleri

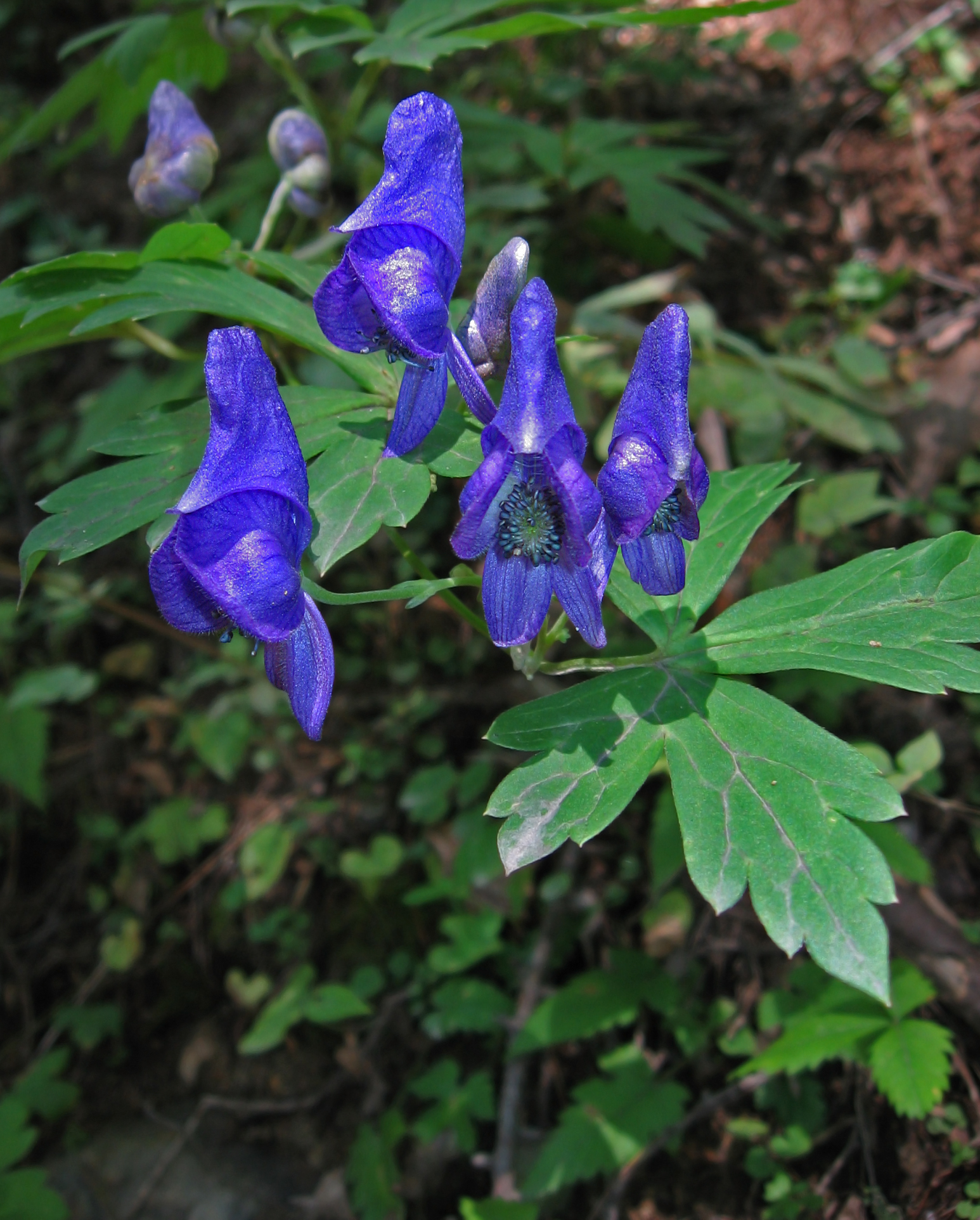
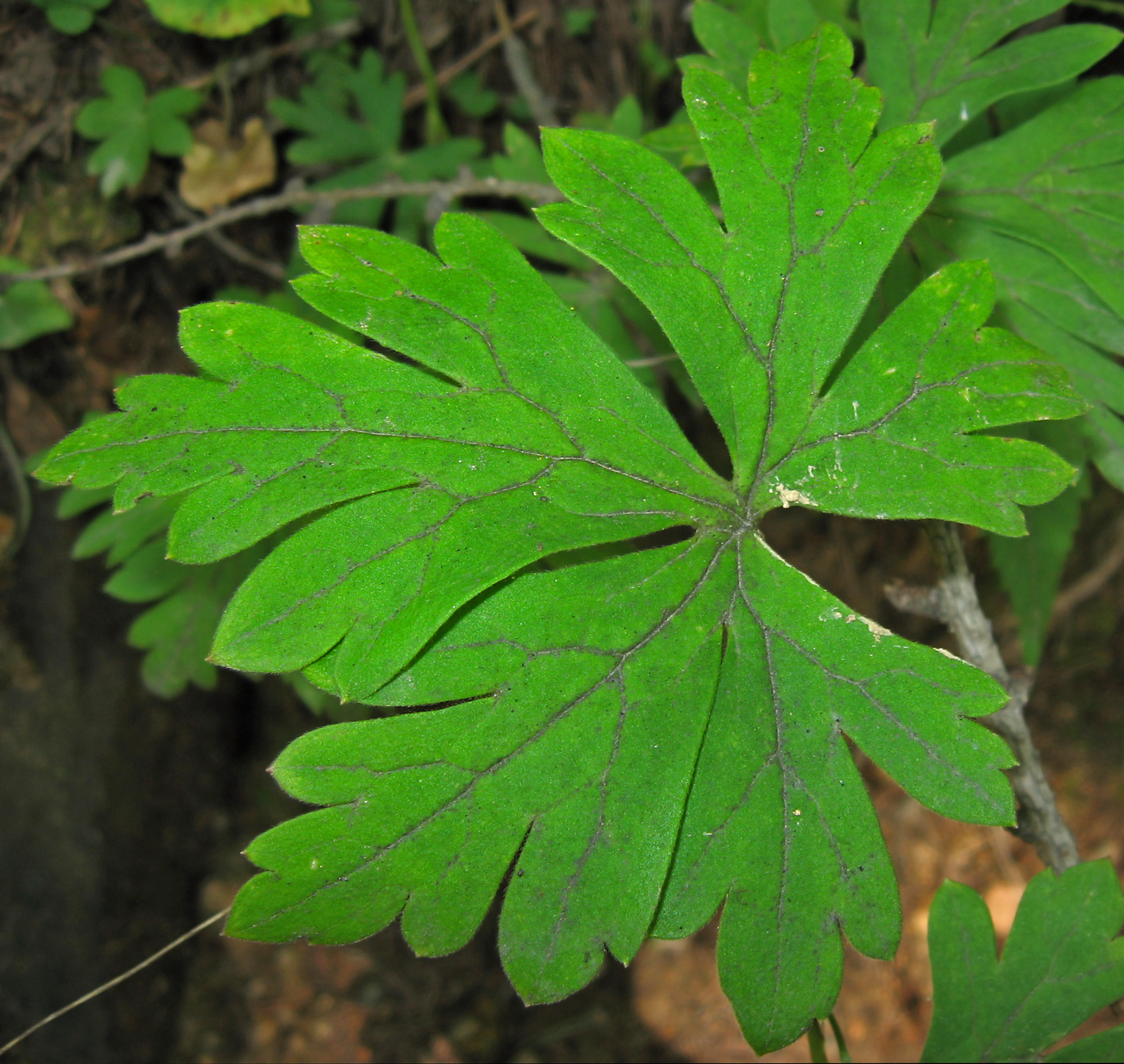
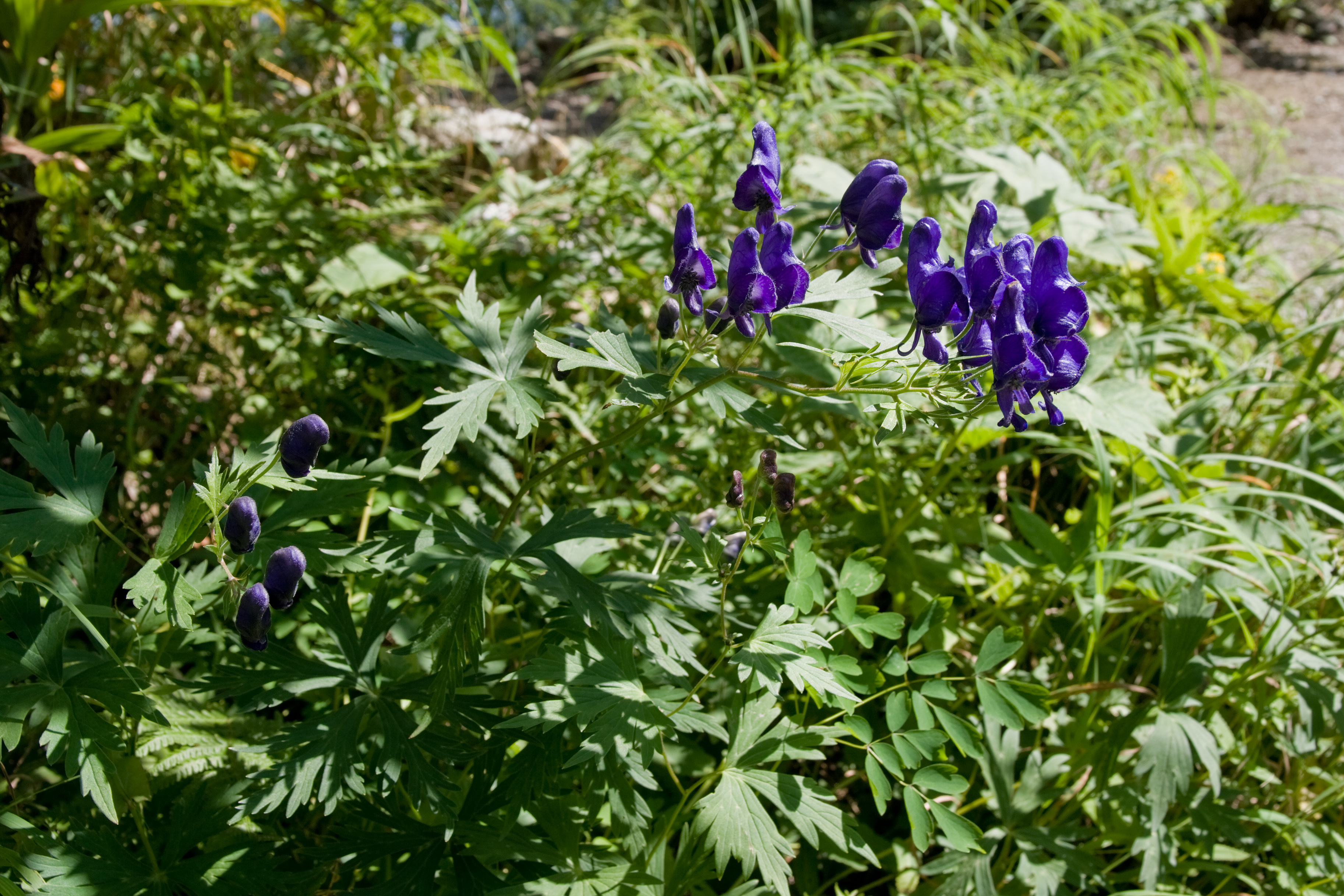
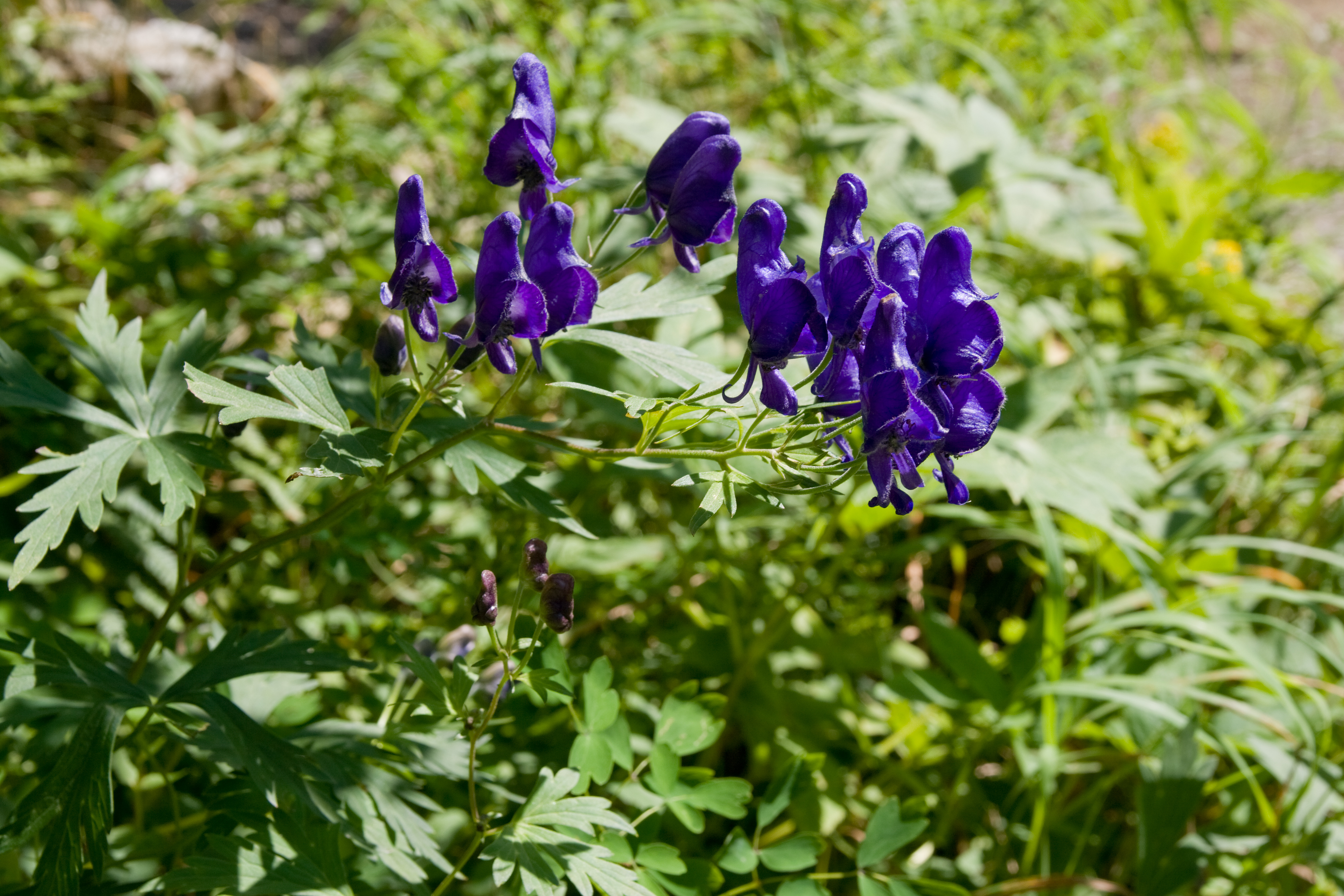